# L'Hermitage
L'Hermitage (tiếng Breton: Ar Peniti, Gallo: L'Ermitaij) là một xã của tỉnh Ille-et-Vilaine, thuộc vùng Bretagne, miền tây bắc nước Pháp.

## Dân số
Người dân ở L'Hermitage được gọi là Hermitageois.
| Năm | 1962 | 1968 | 1975 | 1982 | 1990 | 1999 | 2004 |
| --- | ---- | ---- | ---- | ---- | ---- | ---- | ---- |
| Dân số | 919  | 1404 | 2279 | 3039 | 3256 | 3093 | 3671 |
| From the year 1962 on: No double counting—residents of multiple communes (e.g. students and military personnel) are counted only once. |      |      |      |      |      |      |      |